# Colégio Salesiano Santa Rosa
Colégio Salesiano Santa Rosa é uma instituição de ensino privada católica localizada no bairro Santa Rosa, em Niterói, RJ. Mantido pela Congregação dos Salesianos, oferece educação desde a educação infantil até o ensino médio. Conta com cerca de 1 457 alunos, 113 professores e 59 colaboradores (2023).

## História
O Colégio Salesiano Santa Rosa foi fundado em 14 de julho de 1883, quando chegou ao Rio de Janeiro o primeiro grupo de salesianos liderado pelo padre Luís Lasagna, a convite do bispo Dom Pedro Maria de Lacerda. Devido a epidemia de febre amarela que afetava o Rio de Janeiro na época, o colégio instalou-se no bairro de Santa Rosa, em Niterói, com apenas 10 alunos matriculados e resistências iniciais da sociedade local.

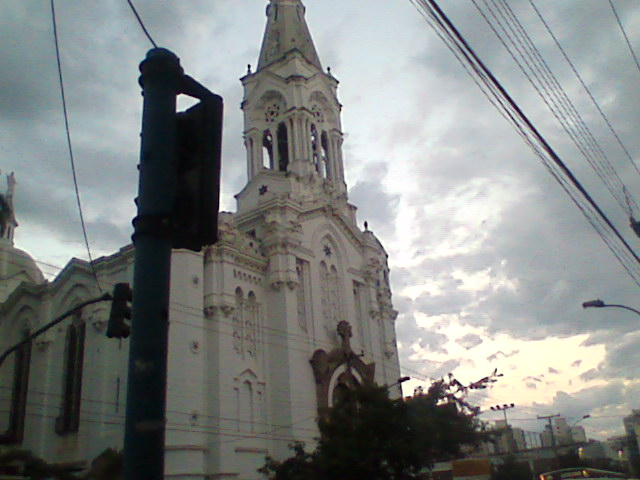
Vista frontal da Basílica de Nossa Senhora Auxiliadora.

Em 1884, foi construída uma capela modesta, seguida pela edificação da imponente Basílica de Nossa Senhora Auxiliadora, cuja pedra fundamental foi lançada em dezembro de 1901, e a construção foi concluída em 1918. A basílica destaca-se pela arquitetura moçárabe e gótica, além de abrigar o maior órgão de tubos da América Latina, com 11 130 tubos.
A partir de 30 de junho de 1907, o colégio passou a contar com o Oratório Festivo, fortalecendo suas atividades recreativas e culturais. Em 8 de dezembro de 1900, foi inaugurado um monumento em honra a Nossa Senhora Auxiliadora, planejado pelo engenheiro salesiano Domingos Delpiano.
O colégio também enfrentou momentos marcantes como o acidente da "Barca Sétima" em 1915, em que a embarcação que transportava alunos e professores colidiu com uma pedra, vitimando 27 estudantes e um professor.
Em novembro de 2024, o colégio lançou oficialmente o Memorial Online Padre Josué Francisco da Natividade, em homenagem ao Padre Joso, com fotos desde 1923, registros de festivais, eventos esportivos e marcos históricos da instituição.
Além de pioneiro, o CSSR é a "Casa‑Mãe" dos Salesianos no Brasil, desencadeando a expansão da Rede Salesiana no país, com mais de 110 instituições e obras sociais espalhadas pelas diversas inspetorias.

## Desempenho acadêmico
O colégio se destaca em avaliações como o ENEM. Em 2019, sua média foi de 617,64 pontos nas provas objetivas, ocupando lugar de destaque em Niterói. Em 2023, mais de 30 estudantes alcançaram nota acima de 900 na redação.

## Infraestrutura

Monumento de Nossa Senhora Auxiliadora.

O campus, com uma área ampla, abriga teatro, laboratórios, capela, um campo de futebol society, ginásios, piscina, a Basílica de Nossa Senhora Auxiliadora e o monumento de Nossa Senhora Auxiliadora.

## Banda Musical
Fundada em 1888 por Pe. Pedro Rota, a Banda Musical do Colégio Salesiano Santa Rosa foi regida por personalidades como Mestre Affonso, que conduziu a banda por mais de 50 anos.

## Ex-alunos e ex-funcionários
- Affonso Gonçalves dos Reis
- Albertinho Fortuna
- Almirante (Henrique Foréis Domingues)[7][8]
- André Filho[7]
- Dom Carlos Duarte Costa
- Dom Helvécio Gomes de Oliveira
- Mário Furley Schmidt
- Paulo Gustavo
- Roberto Paragó
- Mauro Vieira